# Big Foot (Nicki Minaj)
Big Foot è un singolo della rapper trinidadiana Nicki Minaj, pubblicato il 29 gennaio 2024 da Young Money e Republic Records.

## Descrizione
La canzone è un dissing in risposta a Hiss di Megan Thee Stallion, in particolare alla frase ''Aye, these hoes don't be mad at Megan, these hoes mad at Megan's Law'' ("Questi stronzi non ce l'hanno con Megan, questi stronzi ce l'hanno con Megan's Law'"). Megan's Law è il nome di una legge statunitense che rende obbligatorio rendere pubblici i nomi e le informazioni riguardanti gli autori di crimini sessuali, chiamata così dopo l'omicidio di Megan Kanka.
Il titolo e l'immagine di copertina di Big Foot fanno riferimento a un incidente accaduto nel 2020, quando il rapper canadese Tory Lanez sparò al piede di Megan.

## Classifiche
| Classifica (2024) | Posizione massima |
| ----------------- | ----------------- |
| Canada            | 62                |
| Regno Unito       | 56                |
| Stati Uniti       | 23                |